# 三連続積数
三連続積数（さんれんぞくせきすう）とは、3つの自然数を連続して積算した数。三連単数ともいう。。

## 概要
最小数は1×2×3の6というふうに、連続した3つの自然数の積算数。
以降、24、60、120、210、336、504、720、990、1320、1716、2184、2730、3360、4080、4896、5814、6840、7980、9240・・と続く。